# Христинівська загальноосвітня школа №2
Опорний заклад освіти "Христинівський ліцей" Христинівської міської ради Черкаської області   — заклад загальної середньої освіти  в місті Христинівка Черкаської області.

## Історія
1948 — відкрито селищну початкову школу. 
1949 — школу реорганізовано у семирічну. 
1956 — розпочато будівництво нового навчального корпусу на 480 учнівських місць.
1958 — школу реорганізовано в Христинівську міську середню школу.
1959 — школу переведено у новозбудоване спеціальне приміщення середньої школи по вулиці Першотравневій.
1962 — розпочато добудову школи з правого крила будівлі.
1983–1985 — метою переведення на однозмінне навчання було здійснено добудову школи, спортзалу та обслуговуючих приміщень. 
2021 - Христинівську ЗОШ І-ІІІ ступенів №2  перейменовано  на Опорний заклад освіти «Христинівський ліцей» Христинівської міської ради Черкаської області 

## Розташування
Школа розміщена у двоповерховій будівлі на 800 учнівських місць. Розташована в центральній частині міста на одній із центральних вулиць.

## Матеріально-технічна база
- Кількість класних кімнат — 41.
- Спеціалізовані кабінети — 2 інформатики, біології, географії, фізики, хімії, 2 іноземної мови, 2 майстерні
- Робочі місця, обладнані ПК — 32.
- Спортивні зали - 2.
- Їдальня.[2]

Школа обладнана системами водопостачання та водовідведення, автономною системою опалення.

## Педагогічні кадри
До складу кадрового педагогічного складу навчального закладу входить 94 вчителі та допоміжних педагогічних працівників, які представлені за різними кваліфікаційними категоріями.

## Навчально-виховний процес
У школі навчаються 815 учнів. Мова здійснення навчально-виховного процесу — українська. Як іноземні вивчаються англійська. Підготовка учнів здійснюється за математичним, філологічним  та  історичним профілями